# Oeceoclades bernetii
Oeceoclades bernetii är en orkidéart som beskrevs av J.-b.Castillon. Oeceoclades bernetii ingår i släktet Oeceoclades och familjen orkidéer. Inga underarter finns listade i Catalogue of Life.